# Instrumentos de iluminação de palco

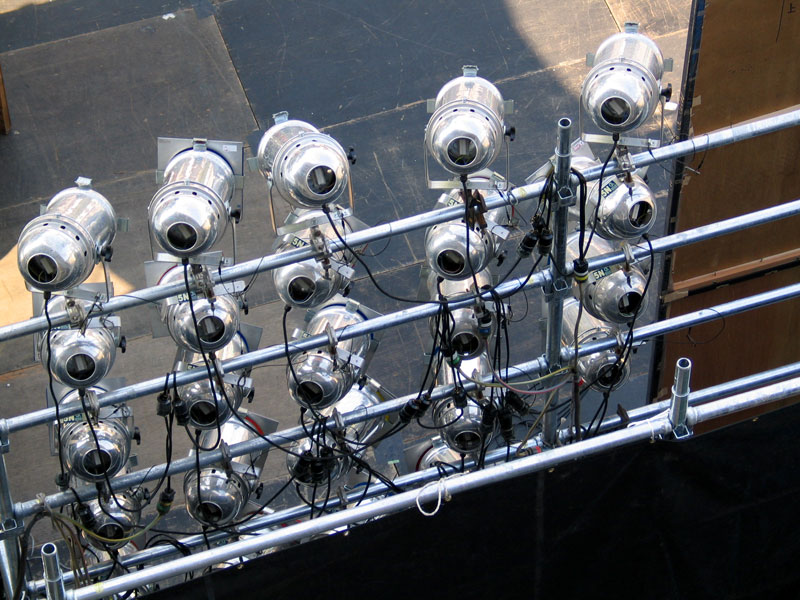
Instrumentos de iluminação.

Instrumentos de iluminação de palco, lanternas ou luminárias, são instrumentos usados para iluminação cênica em produções teatrais, concertos, e outros desempenhos tomados em  locais na performance ao vivo. Estes instrumentos também são usados para iluminar estúdios de televisão e estágios de sons.
Existem muitos termos para designar estes elementos. Nos Estados Unidos são frequentemente chamadas de unidades, e no Reino Unido, eles são chamados de lanternas ou luminárias.